# Грачёв, Вильгельм
Вильгельм Грачёв (нем. Wilhelm Gratschow; род. 18 октября 1982, Ташкент) — немецкий боксёр. Участник летних Олимпийских игр 2008 года.

## Биография
Вильгельм Грачёв родился 18 октября 1982 года в городе Ташкент (сейчас в Узбекистане).
В 1993 году вместе с родителями перебрался из Узбекистана в Германию.
Учился на слесаря-инструментальщика в Вольфсбурге на заводе «Фольксваген» .
Выступал в боксёрских соревнованиях за «Гифхорн». Трижды становился чемпионом Германии: в 2003—2004 годах в легчайшем весе, в 2007 году — в полулёгком.
В 2005 году завоевал бронзовую медаль на чемпионате Европейского союза в Кальяри.
В 2008 году вошёл в состав сборной Германии на летних Олимпийских играх в Пекине. В весовой категории до 57 кг в 1/16 финала решением судей проиграл Алаа Шили из Туниса.